# 무사: 400 vs 1
"무사: 400 vs 1"(일본어: 狂武蔵)은 일본에서 제작된 시모무라 유지 감독의 2020년 액션 영화이다.

## 출연

### 주연
- 사카구치 타쿠: 미야모토 무사시 역
- 야마자키 켄토: 추스케 역

### 조연
- 사이토 요스케
- 히우라 벤
- 하라 후카
- 사이 하키히코: 시시도 바이켄 역
- 키무라 코세이
- 야마나카 아라타
- 모리모토 노부

## 수상
- 2020년 제24회 판타지아 영화제 후보 장편영화
- 2020년 제17회 바르셀로나 빅 아시안 섬머 필름페스티벌 후보 공식경쟁부문